# ペール・ダニエル・アマデウス・アッテルブム

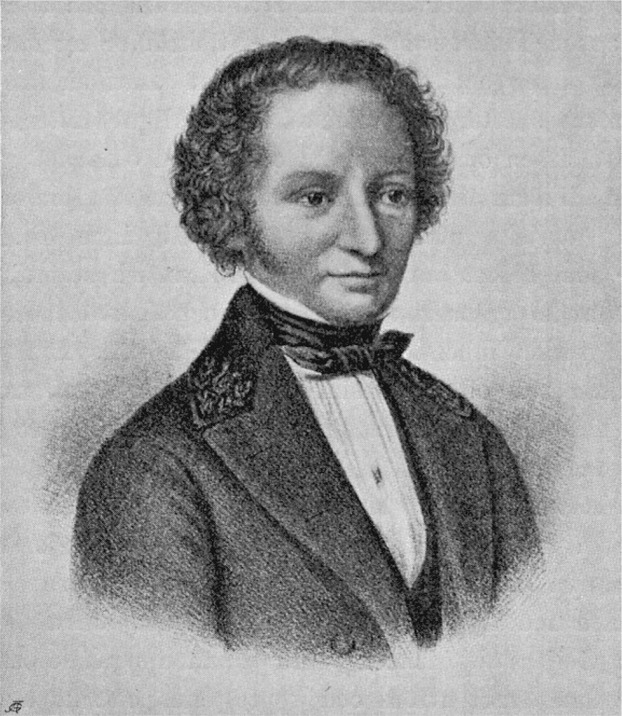
ペール・ダニエル・アマデウス・アッテルブム

ペール・ダニエル・アマデウス・アッテルブム（Per Daniel Amadeus Atterbom、アッテルボムとも、1790年1月19日 - 1855年7月21日）は、スウェーデンのエステルイェートランド地方出身の作家、ロマン主義の詩人。主に抒情詩を書き、スウェーデンに於ける最初の近代詩人として名高い。また、アッテルブムはスウェーデン・アカデミーのメンバーであり、ウプサラ大学にて哲学、美術の教授でもあった。
1810年から1813年にかけて機関誌『フォスフォロス』に自身の詩、論文を発表し、文学革新運動に携わった。
1817年から1819年にかけてドイツとイタリアへ旅行していた時に思想家のフリードリヒ・シェリングに出会い、シェリングよりロマン派の影響を受けた。

## 作品
- Blommorna（花）
- 韻文戯曲 Fågel Bl （青い鳥）、1813年
- Lycksalighetens（幸運の鳥）、1824年 - 1827年
- スウェーデンの予言者と詩人たち、1841年 - 1855年